# Ally Financial
Ally Financial Inc. è una holding bancaria organizzata nel Delaware e con sede a Detroit, Michigan . L'azienda fornisce servizi finanziari tra cui finanziamenti per auto, servizi bancari online tramite una banca diretta, prestiti aziendali, assicurazioni per veicoli, mutui ipotecari e una piattaforma di trading elettronico per il commercio di attività finanziarie .
Ally è una delle più grandi società di finanziamento automobilistico negli Stati Uniti, fornendo finanziamenti e leasing auto a 4,5 milioni di clienti e erogando 1,4 milioni di prestiti auto all'anno. È sulla lista delle più grandi banche negli Stati Uniti per attività e ha 2,0 milioni di depositanti. La sua piattaforma di trading elettronico ha circa 350.000 conti finanziati.  Tramite il suo mercato online SmartAuction per le aste di automobili, lanciato nel 2000, l'azienda ha venduto più di 5 milioni di veicoli, inclusi 270.000 veicoli venduti nel 2019.
L'azienda era nota come GMAC, acronimo di General Motors Acceptance Corporation, fino al 2010.

## Storia
L'azienda è stata fondata nel 1919 da General Motors (GM) come General Motors Acceptance Corporation (GMAC) per fornire finanziamenti ai clienti automobilistici. Nel 1939, la società fondò la Motors Insurance Corporation ed entrò nel mercato delle assicurazioni automobilistiche.
Nel 1985, mentre GM era sotto la guida di Roger Smith, che cercava di diversificare la società, GMAC formò GMAC Mortgage e acquisì Colonial Mortgage, nonché il ramo di assistenza di Norwest Mortgage, che comprendeva un portafoglio di mutui da 11 miliardi di dollari.
Nel 1991, la società è stata costretta a cancellare $ 275 milioni di crediti inesigibili come parte di una perdita di $ 436 milioni subita a causa di frodi commesse da John McNamara, che gestiva uno schema Ponzi.
Nel 1998, la società ha costituito GMAC Real Estate. Nel 1999, GMAC Mortgage ha acquisito Ditech. Nel 2000, la società ha costituito GMAC Bank, una banca diretta. Nel 2005, la società ha costituito GMAC ResCap come holding per le sue operazioni di mutuo.
Il 24 dicembre 2008, la Federal Reserve ha accettato la richiesta della società di diventare una holding bancaria. Nel gennaio 2009, la società ha chiuso Nuvell Financial Services, la sua divisione di prestito subprime.
A seguito delle perdite in GMAC ResCap, il Dipartimento del Tesoro degli Stati Uniti ha investito nell'azienda 17,2 miliardi di dollari nel 2008-2009. Il Tesoro ha venduto la sua ultima partecipazione nella società nel 2014, recuperando $ 19,6 miliardi dal suo investimento di $ 17,2 miliardi.
Nel maggio 2009 GMAC Bank è stata rinominata Ally Bank. Nel maggio 2010, GMAC si è rinominata Ally Financial. Nel settembre 2010, la società ha venduto la sua attività di finanziamento del resort a Centerbridge Partners . Nel 2012, la società ha venduto le sue operazioni bancarie canadesi alla Royal Bank of Canada per 3,8 miliardi di dollari. Nell'aprile 2014 è diventata una società per azioni tramite un'offerta pubblica iniziale. Nel 2015, ha trasferito la sua sede al One Detroit Center, che è stato successivamente ribattezzato Ally Detroit Center. Nel giugno 2016, la società ha acquisito TradeKing, un'agenzia di intermediazione mobiliare, per $ 275 milioni, ribattezzata Ally Invest.
Nel 2016, l'azienda ha trasferito più di 1.500 dipendenti nei 13 piani dell'Ally Detroit Center. Nel 2017, Ally ha firmato un contratto di locazione per 400.000 piedi quadrati presso l'Ally Charlotte Center a Charlotte, nella Carolina del Nord, che dovrebbe essere completato nel 2021, e trasferirà i suoi uffici dalla 440 South Church.
Nel settembre 2020, Ally Financial si è impegnata a investire $ 30 milioni nelle comunità, in particolare a Charlotte, North Carolina e Detroit, in tutta la sua area geografica durante i prossimi tre anni. Questo impegno includeva la formazione della Ally Charitable Foundation, con sede a Charlotte, il cui obiettivo sarà quello di fornire sovvenzioni alle organizzazioni che si occupano di educazione finanziaria, alloggi a prezzi accessibili, nonché formazione professionale digitale al fine di migliorare la mobilità economica e "sostenere gli sforzi per combattere ingiustizia sociale". Il presidente della fondazione, Mike Rizer, ha dichiarato che "Oltre a supportare le organizzazioni che svolgono un lavoro esemplare nella promozione della mobilità economica, useremo la fondazione come una nuova strada importante per ascoltare, collaborare e apprendere, al fine di guidare in modo duraturo ed equo cambiamenti nelle comunità che serviamo".

## Sponsorizzazioni
L'azienda sponsorizza il Miami International Auto Show, il Time Magazine Quality Dealer Award, e The Ally Challenge.
Nel 2019, Ally è diventato lo sponsor principale del sette volte campione della NASCAR Cup Series Jimmie Johnson presso Hendrick Motorsports, una sponsorizzazione che durerà fino al 2023. Come GMAC, la società aveva in precedenza sponsorizzazioni primarie con Hendrick Motorsports dal 1998 al 2007 con i piloti Jack Sprague, Ricky Hendrick, Brian Vickers e Casey Mears, inclusa la vittoria nel campionato 2003 NASCAR Busch Series di Vickers. Alex Bowman ha rilevato la Ally Chevrolet numero 48 nel 2021 dopo che Jimmie Johnson è passato dalla NASCAR all'INDYCAR.
Ally è anche sponsor di Charlotte FC.